# Ningde
Ningde (ook bekend als Mindong) is een stadsprefectuur gelegen langs de noordoostelijke kust van de zuidelijke provincie Fujian, Volksrepubliek China. Het grenst in het zuiden aan Fuzhou, in het noorden aan Wenzhou en de oostelijke provincie Zhejiang en in het westen aan Nanping.
Vrijwel alle autochtone bewoners van Ningde spreken Mindong. Een kwart van de bevolking behoort tot de She.